# Francielle
Francielle Manoel Alberto (sinh ngày 18 tháng 10 năm 1989, tại São Paulo), thường được gọi là Francielle, là một cầu thủ bóng đá người Brazil thường chơi trong vai trò một tiền vệ cho câu lạc bộ Iceland Stjarnan và đội tuyển bóng đá nữ quốc gia Brazil. Cô từng chơi cho São José và Santos, cũng như Saint Louis Athletica và Sky Blue FC trong Giải vô địch bóng đá nữ quốc gia Mỹ (WPS).

## Sự nghiệp CLB

### Brazil
Francielle thắng Copa Libertadores Femenina năm 2009 cùng với đội bóng Santos.
Năm 2013 Francielle và São José thắng giải Copa Libertadores. Trong năm 2013 và 2014, cô và đội của cô cũng giành được chức vô địch và cúp.

## Quốc tế
Vào tháng 11 năm 2006, Francielle đã có trận ra mắt quốc tế cao cấp tại Giải vô địch bóng đá nữ Nam Mỹ 2–0 của Brazil giành chiến thắng trước Peru tại Estadio José María Minella, Mar del Plata.
Francielle tham gia thi đấu trong tất cả bốn trận đấu của Brazil tại Giải vô địch bóng đá nữ thế giới 2011 và thực hiện một quả phạt đền trong loạt đá luân lưu trong hiệp phụ của trận tứ kết với đội tuyển Hoa Kỳ. Trong Thế vận hội Mùa hè 2008, Francielle tham gia thi đấu trong số năm trong sáu trận đấu của Brazil. Bàn thắng đầu tiên của Francielle trong một giải đấu quốc tế lớn là tại Thế vận hội Mùa hè 2012, trong trận đấu với đội tuyển với Cameroon, giải đấu mà cô chơi ở cả bốn trận đấu của đội tuyển Brazil.